# Заріч'є (Маркушевське сільське поселення)
Зарі́ч'є (рос. Заречье) — присілок у складі Тарногського району Вологодської області, Росія. Адміністративний центр Маркушевського сільського поселення.

## Населення
Населення — 332 особи (2010; 367 у 2002).
Національний склад (станом на 2002 рік):
- росіяни — 99 %